# پوشه سبز گورینگ

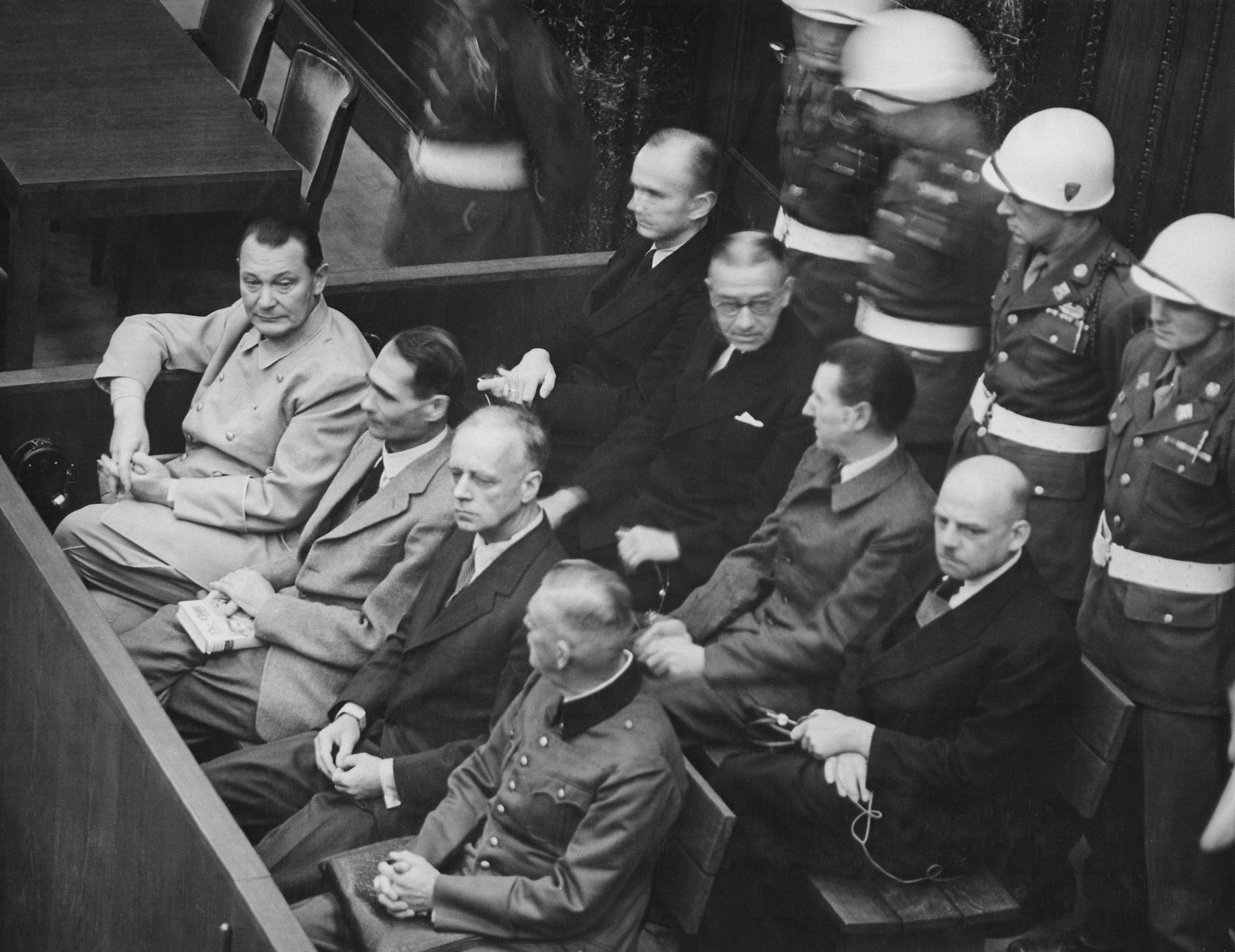
هرمان گورینگ (ردیف اول، سمت چپ) در دادگاه نورنبرگ

پوشه سبز گورینگ (انگلیسی: Göring's Green Folder) به سندی اشاره دارد که متعلق به هرمان گورینگ است که در دادگاه نورنبرگ ارائه شده‌است. این دستور سیاست اصلی برای استثمار اقتصادی اتحاد شوروی فتح شده بود. پیامدهای این سند مرگ میلیون‌ها نفر از مردم اسلاو در اثر گرسنگی بود، چیزی که تا حدی در هولوکاست رخ داد، بی‌توجهی به سربازان شوروی اسیر شده توسط نازی‌ها که منجر به مرگ و میر بسیار زیاد شد و سلب مالکیت عمومی مواد غذایی در مناطق اشغالی اتحاد جماهیر شوروی.